# Lausitzring
Koordinati:   51°32′0″N, 13°55′10″E
Lausitzring, med letoma 2000 in 2010 uradno imenovano EuroSpeedway Lausitz, je dirkališče v Nemčiji, ki leži v bližini vasi Klettwitz v vzhodni zvezni deželi Brandenburg, približno 115 kilometrov južno od Berlina, 40 kilometrov južno od Cottbusa in 55 kilometrov severno od Dresdna. Ime je dobilo po zgodovinski regiji Lužica, ki se v nemščini imenuje Lausitz.
Dirkališče je bilo zgrajeno med junijem 1998 in avgustom 2000, uradno odprtje pa je bilo 20. avgusta 2000. Od začetka redno gosti dirke nemškega prvenstva turnih avtomobilov DTM, v prvem desetletju po odprtju pa so na njem redno potekale tudi dirke številnih prvenstev športnih dirkalnikov, formul in motociklov.
EuroSpeedway Lausitz ponuja več dirkaških prog, ki jih je mogoče na različne načine kombinirati s progo tri-oval, vzdolž katere so postavljene tribune, ki lahko sprejmejo vsega skupaj 120.000 gledalcev. Tri-oval meri 3,256 kilometra, kar sta približno dve milji. Običajna dirkaška proga, ki bi lahko gostila tudi dirko Formule 1, je dolga 4,534 kilometra in ima štirinajst ovinkov. Motociklističnim dirkam je namenjena skrajšana različica te proge, ki meri 4,265 kilometra in ima trinajst ovinkov. Glavna tribuna ob štartno-ciljni ravnini omogoča gledalcem pogled na celotno dirkališče.
Tri-oval je proga v obliki trikotnika s tremi ravninami in tremi nagnjenimi ovinki, kakršne se uporabljajo v številnih severnoameriških dirkaških prvenstvih. EuroSpeedway Lausitz je prvo dirkališče v celinski Evropi, kjer obstaja tovrstna proga. Na tri-ovalu je dvakrat potekala dirka German 500, ki je štela za nekdanje severnoameriško prvenstvo formul Champ Car. Prvič je bila na sporedu 15. septembra 2001 kot sploh prva dirka v zgodovini prvenstva Champ Car, ki se je odvijala v Evropi, a so jo takrat pred štartom preimenovali v American Memorial, saj je šlo za prvo soboto po terorističnih napadih 11. septembra. Zmagal je Kenny Bräck. Druga dirka German 500 je bila na sporedu 11. maja 2003, ko si je zmago privozil Sébastien Bourdais. 
V bližini dirkališča se nahaja testna proga z dvema nagnjenima ovinkoma v obliki črke U in dvema ravninama. Vsaka ravnina meri okoli dva kilometra in pol, celotna testna proga pa je dolga 5,8 kilometra. Zgradili so jo kot nadomestilo za nekdanjo testno progo AVUS v Berlinu, ki v sedanjosti tvori del avtoceste. Testno progo in dirkališče je mogoče povezati in ustvariti progo za vzdržljivostne dirke, ki je dolga 11,3 kilometra, toda dirk na tovrstni progi doslej ni bilo.
Leta 2001 je bil EuroSpeedway Lausitz prizorišče dveh hudih nesreč. Na testni progi se je 25. aprila zaradi počene gume smrtno ponesrečil nekdanji voznik Formule 1 Michele Alboreto, ki se je z Audijevim dirkalnikom pripravljal, da bi nastopil na dirki 24 ur Le Mansa. Na tri-ovalu pa je trinajst krogov pred koncem dirke American Memorial v prvem ovinku prišlo do trčenja med dirkalnikoma Alexa Taglianija in Alexa Zanardija, ki je v tej nesreči izgubil obe nogi. Preostali dirkači so dirko do konca odpeljali za varnostnim avtomobilom.
Od 1. novembra 2017 sta dirkališče in testna proga v lasti nemškega podjetja Dekra. Četudi dirkališče še naprej vsako leto gosti dve dirki prvenstva DTM, danes na njem predvsem potekajo testiranja novih tehnoloških rešitev za cestna vozila.